# Yu Sun-bok
Yu Sun-bok (유순복?; 2 agosto 1970) è un'ex tennistavolista nordcoreana.

## Carriera
Alle Olimpiadi di Barcellona 1992 conseguì la sua medaglia più prestigiosa in carriera, giungendo terza nella gara del doppio.